# Страхование в КНР

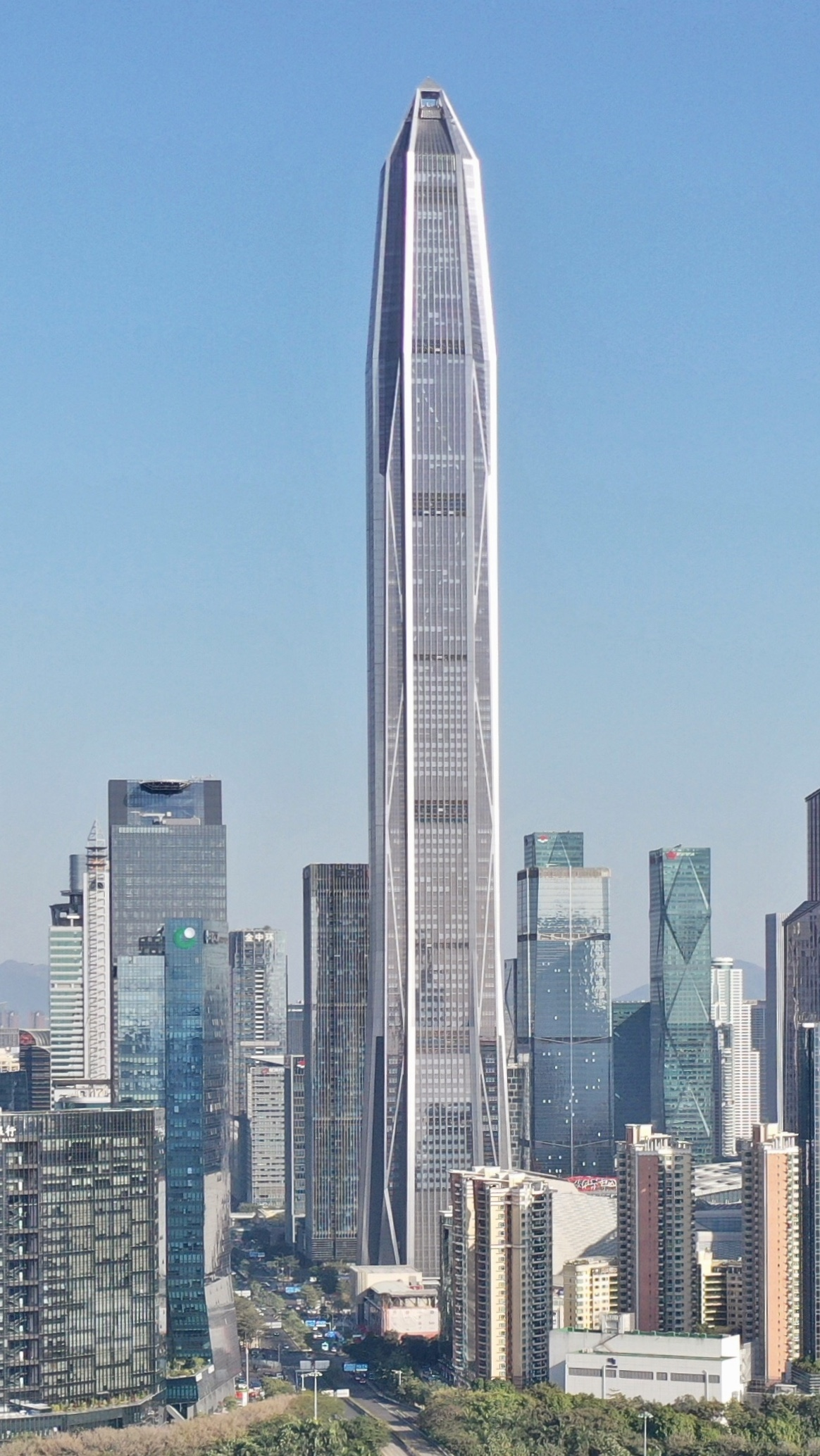
Международный финансовый центр Пинань, штаб-квартира крупнейшей страховой компании КНР Ping An Insurance

Страхование является важной частью финансовой сферы Китая. Начав развиваться в конце 1970-х годов практически с нуля, к 2020 году страховой рынок Китая стал вторым крупнейшим в мире, после США.

## История
Как и в другие страны Азии, страхование пришло в Китай в начале XIX века с европейскими торговцами. Первая страховая компания на территории Китая была основана Британской Ост-Индской компанией в 1805 году и называлась Canton Insurance Society (Страховое общество Кантона). После утраты Ост-Индской компанией монополии на торговлю с Китаем начали появляться другие торговые компании, создавшие собственные страховые общества, в частности в 1835 году Dent & Co. основала Union Insurance Society of Canton, которая в первой половине XX века была крупнейшей страховой компанией Гонконга. В 1862 году американская торговая компания Russell & Company основала в Шанхае Yangtze Insurance Association (Страховую ассоциацию Янцзы). Эти страховые компании обслуживали только европейских и североамериканских торговцев.
Первой страховой компанией, основанной китайцами стала Renhe Maritime Insurance Company (Морская страховая компания Жэньхэ), дочернее общество торговой компании China Merchants; она начала работу в 1875 году. В 1920 году американцем Корнелиусом Старром в Шанхае была основана компания American Asiatic Underwriters (Американо-Азиатские андеррайтеры), позже она была реорганизована в American International Group. Темп модернизации и европеизации Китая значительно ускорился после Синьхайской революции, в частности появилось большое количество страховых компаний, только в Шанхае на 1949 год их было около 200. Подавляющее большинство компаний страховали только имущество, первые компании по страхованию жизни появились в Китае только в начале XX века и имели значительно меньший успех.
С образованием Китайской Народной Республики в 1949 году все китайские страховщики были объединены в Народную страховую компанию Китая; иностранным страховым компаниям пришлось свернуть деятельность в КНР (последняя покинула китайский рынков 1953 году). В 1959 году Народная страховая компания была ликвидирована, а все страховые операции в стране были прекращены, кроме страхования международных перевозок, которое осуществлялось страховым отделом шанхайского отделения Народного банка Китая.
Страхование в КНР было возобновлено в 1980 году восстановлением Народной страховой компании Китая (People’s Insurance Company of China, PICC). К 1990 году страховые премии составляли 1 % от ВВП, в 2000 году — 1,8 %, в 2003 году — 3,3 %. В 1988 году получила лицензию новая страховая компания — Ping An Insurance, в 1992 году был открыт первый китайский филиал зарубежного страховщика AIG. В 1991 году Банк коммуникаций создал свою страховую компанию, China Pacific Insurance. В 1995 году был принят закон о страховой деятельности, а в 1998 году был создан контролирующий орган страховой отрасли, China Insurance Regulatory Commission. В 1996 году PICC была разделена на три компании: по страхованию жизни (China Life Insurance), по страхованию имущества (PICC) и перестраховочную компанию (China Re, первую в стране). К концу 1990-х годов в КНР было 24 страховые компании, в них работало 150 тысяч человек, страховые премии выросли с 3 млрд юаней в 1980 году до 125 млрд юаней в 1999 году; кроме этого было 106 представительств и филиалов зарубежных страховщиков.

## Финансовые показатели отрасли
За 2020 год страховые компании КНР собрали 4,53 трлн юаней страховых премий, страховые выплаты составили 1,39 трлн юаней. На страхование жизни пришлось 3,17 трлн юаней премий, на страхование имущества — 1,36 трлн юаней (в том числе автострахование — 814 млрд).
По размеру страховых премий ведущими городами были Пекин (230 млрд юаней), Шанхай (186 млрд юаней), Шэньчжэнь (145 млрд юаней), Чунцин (99 млрд юаней), Тяньцзинь (67 млрд юаней), Циндао (51 млрд юаней), Нинбо (39 млрд юаней), Далянь (37 млрд юаней), Сямэнь (24 млрд юаней). Из привинций лидировали Гуандун (420 млрд юаней), Цзянсу (402 млрд юаней), Шаньдун (297 млрд юаней), Хэнань (251 млрд юаней), Чжэцзян (248 млрд юаней), Сычуань (227 млрд юаней), Хэбэй (209 млрд юаней), Хубэй (185 млрд юаней), Хунань (151 млрд юаней), Аньхой (140 млрд юаней), Шэньси (110 млрд юаней), Фуцзянь (101 млрд юаней).
Активы страховых компаний на конец 2020 года составили 23,3 трлн юаней, из них 86 % пришлось на страховщиков жизни; на активы филиалов зарубежных страховщиков пришлось всего 7 %. Размер инвестирования страховых активов составил 21,68 трлн юаней, в том числе в гособлигации — 3,21 трлн юаней, депозитные вклады — 2,60 трлн юаней, корпоративные облигации — 2,37 трлн юаней, другие облигации — 2,09 трлн юаней, инвестиционные фонды — 1,10 трлн юаней. По сравнению с 2004 годом объём инвестированных активов вырос в 20 раз, причём депозиты выросли всего в 5 раз, а вложения в корпоративные облигации — в 40 раз.

## Медицинское страхование
Медицинское обслуживание в КНР платное, поэтому в стране действует многоуровневая система медицинского страхования. Базовое медицинское страхование охватывает 95 % населения Китая (1,36 млрд на 2020 год). Кроме него имеется частное медицинское страхование, групповое страхование сотрудников компаний. Крупнейшими медицинскими страховщиками являются Ping An Health, Kunlun Health, PICC Health, Hexie Health. Также в КНР в этой сфере работают международные страховые группы, такие как Cigna, Aetna, MSH International, Bupa.

## Крупнейшие страховые компании
Крупнейшими страховыми компаниями являются:
- Ping An Insurance — финансовый конгломерат, включающий универсальную страховую компанию и банк, основан в 1988 году, штаб-квартира в Шэньчжэне, страховые премии 775 млрд юаней (2020 год).
- China Life Insurance — публичная компания по страхованию жизни и медицинскому страхованию, отделена от PICC в 1996 году, штаб-квартира в Пекине, страховые премии 605 млрд юаней (2020 год).
- People’s Insurance Company of China — публичная компания по страхованию имущества, основана в 1949 году, штаб-квартира в Пекине, страховые премии 521 млрд юаней (2020 год).
- China Pacific Insurance — публичная универсальная страховая компания, основана в 1991 году, штаб-квартира в Шанхае, страховые премии 325 млрд юаней (2020 год).
- China Taiping Insurance — публичная универсальная страховая компания, основана в 2000 году, штаб-квартира в Гонконге, страховые премии 196 млрд юаней.
- China Re — публичная перестраховочная компания, основана в 1999 году, штаб-квартира в Пекине, страховые премии 162 млрд юаней (2020 год)
- New China Life Insurance — публичная компания по страхованию, медицинскому страхованию и от несчастных случаев, основана в 1996 году, штаб-квартира в Пекине, страховые премии 160 млрд юаней (2020 год).
- Huaxia Life Insurance — компания по страхованию жизни, была основана в 2006 году как частная, в 2020 году национализирована, штаб-квартира в Пекине, страховые премии 159 млрд юаней (2020 год).
- Taikang Insurance Group — частная компания по страхованию жизни, основана в 1996 году, штаб-квартира в Пекине, страховые премии 117,4 млрд юаней (2018 год).
- Sinosure — государственная компания экспортно-кредитного страхования, основана в 2001 году, штаб-квартира в Пекине, страховые премии 10,7 млрд юаней (2019 год).